# 암태동국민학교 초란분교
암태동국민학교 초란분교는 전라남도 신안군에 있었던 공립 초등학교이다.

## 학교 연혁
- 일자미상 암태동국민학교 초란분교 설립 인가
- 1965년 7월 18일 초란분교장 개교
- 1967년 4월 1일 도서벽지학교 '을'급 지정
- 1986년 1월 1일 도서벽지학교 '나'급 조정
- 1995년 3월 1일 폐교 및 암태국민학교 통폐합